# Station Lipce Reymontowskie
Station Lipce Reymontowskie is een spoorwegstation in de Poolse plaats Lipce Reymontowskie.